# Santa Catarina Pinula
Pour les articles homonymes, voir Santa Catarina (homonymie).
Santa Catarina Pinula est une ville du Guatemala, située dans le département de Guatemala.
Dans la nuit du 1er octobre 2015, elle a été ravagée par un glissement de terrain. Le bilan dépasse la centaine de morts.